# Juanicó
Juanicó é um vila do Uruguai. Pertence ao município de Canelones. Em 19 de novembro de 2002, o referido centro populacional foi declarado na categoria de "Villa" pela lei nº 17.587.

## Origem
Recebeu o nome em homenagem a Cándido Juanicó, filho de Francisco Juanicó, que em 1830 adquiriu em sociedade com Andrés Cavaillón uma espécie de Estância ao sul do Arroyo Canelón Chico, campos com uma área equivalente a 6.000 hectares. Francisco e mais tarde um dos seus filhos, Cándido (de 1845), eram criadores de ovelhas - em plena explosão da actividade lanícola, em meados do século XIX e fundamentalmente, após a Grande Guerra. Será com Luis Lerena Lenguas que o "Cortijo Juanicó" desenvolverá a atividade leiteira e vitivinícola a partir do final do século XIX. Atualmente faz parte da Região Metropolitana de Montevidéu como uma cidade-dormitório.

## Acesso
Sua principal via de comunicação é a Rota 5 para Rivera. A sua atividade comercial tem proporcionado um crescimento favorável nas últimas décadas, com destaque para a viticultura, a produção agro-pecuária e o setor leiteiro. A elaboração do Cognac Juanicó é característica.

## Produção rural
Em 1889, o produtor local (genro de Cándido Juanicó), Dr. Luis Lerena Lenguas (Presidente da Associação Rural do Uruguai), introduziu o gado holando no Uruguai, que levou à morte de seu sogro em novembro de 1884 em chamado Cortijo Juanicó.
A região tem uma rica história de produção, sendo vanguardista na área leiteira junto a produtores como o próprio Juanicó, depois Lerena Lenguas (como já foi dito), anos depois Manuel Vaeza Ocampo que adquiriu terras na zona e soube ser, um dos primeiros produtores a praticar a ordenha mecânica no Uruguai (primeira década de 1900), além disso, em 1917 introduziu o gado normando no país, criando e desenvolvendo-o em sua Cabana "Los Normandos" na atual área de Juanicó (Rota 5 km 41.500).
Em Juanicó, em 11 de fevereiro de 1887, nasceu o ator e diretor teatral Carlos Brussa (1887-1952).
1. ↑  Lúquez, Fernando (2012). Juanicó, de apellido a localidad. Montevidéo: [s.n.]
2. ↑  Apolant, Juan Alejandro (1976). Génesis de la familia uruguaya. Montevidéo: [s.n.]